# Sainte-Tréphine
Sainte-Tréphine (bret. Sant-Trifin) – miejscowość i gmina we Francji, w regionie Bretania, w departamencie Côtes-d’Armor.
Według danych na rok 1990 gminę zamieszkiwały 223 osoby, a gęstość zaludnienia wynosiła 18 osób/km² (wśród 1269 gmin Bretanii Sainte-Tréphine plasuje się na 982. miejscu pod względem liczby ludności, natomiast pod względem powierzchni na miejscu 747.).